# Tudor bonnet

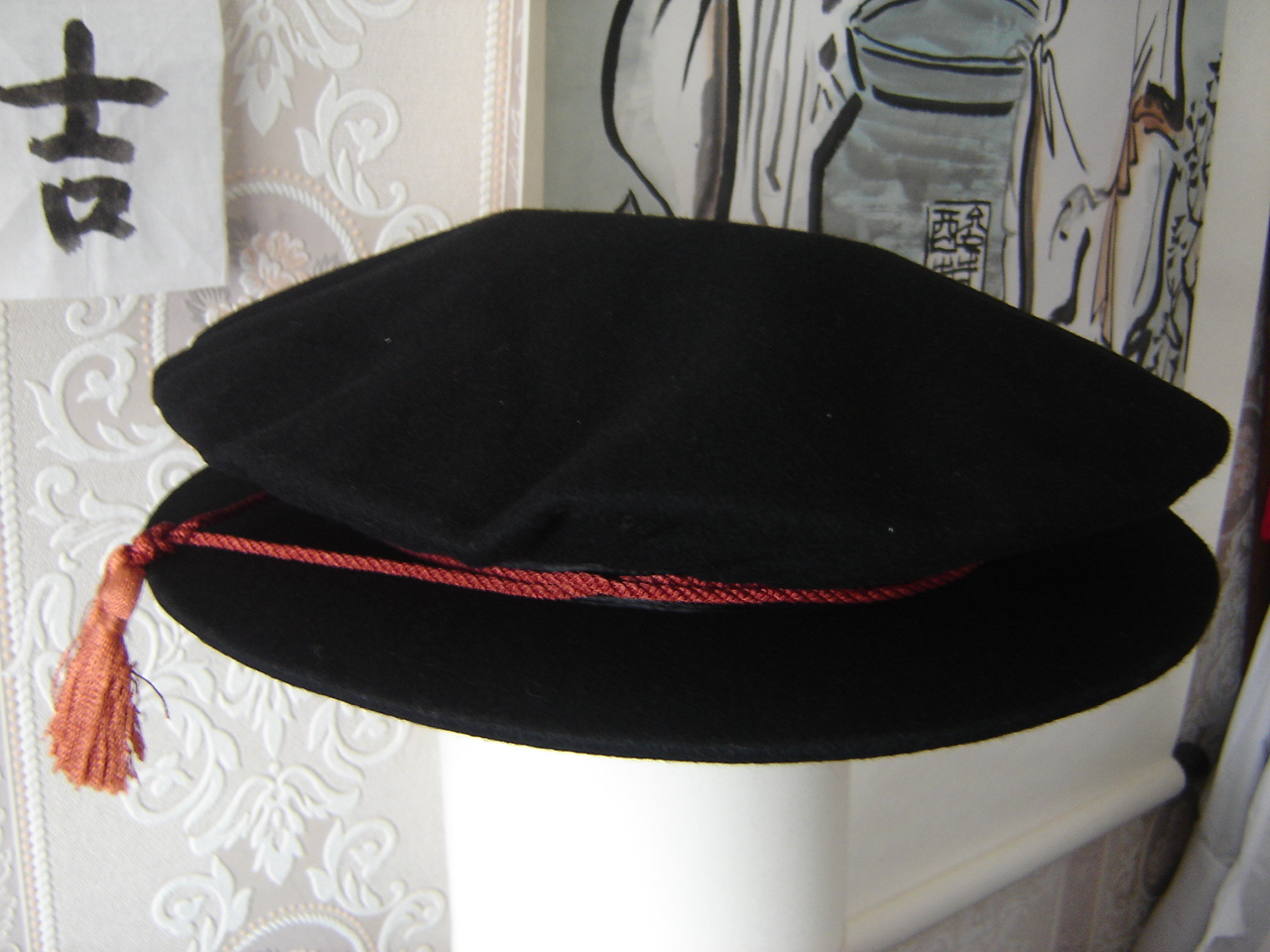
Um Tudor bonnet.

Um Tudor bonnet (algo como boina Tudor ou gorro Tudor) é um tipo de chapéu, em estilo de boina, usado geralmente por doutorandos, tradicionalmente pretos com um pingente pendurado em uma corda (ambos frequentemente em cor de ouro, em Oxford, uma fita preta é usada em vez disso) circundando o chapéu. É principalmente usado como parte da vestimenta acadêmica por uma pessoa que tem um grau de doutorado, principalmente por aqueles que mantêm uma pesquisa ou doutorado profissional. Também é frequentemente usada por aqueles que ocupam um cargo honorário.